# 1956年11月19日国鉄ダイヤ改正
1956年11月19日国鉄ダイヤ改正（1956ねん11がつ19にちこくてつダイヤかいせい）では、日本国有鉄道（国鉄）が1956年（昭和31年）11月19日に実施したダイヤ改正について著述する。

## ダイヤ改正の背景
1952年（昭和27年）4月28日に対日講和条約が発効してアメリカ合衆国を中心とした連合国軍の間接統治の時代が終了した後、1955年（昭和30年）から日本は神武景気に突入し、高度経済成長の時代を迎えようとしていた。1956年（昭和31年）7月には経済企画庁（現在の内閣府）が経済白書でその年の流行語にもなった有名な「もはや戦後ではない」という言葉を発表している。
国鉄でも1955年（昭和30年）に戦前の「遊覧券」の復活といえる「周遊券」を販売開始したり、1956年（昭和31年）3月20日には戦時中の1941年（昭和16年）7月に廃止されて以来15年ぶりといえる「三等寝台車」が登場したりと、次第に戦前同様のサービスも復活しつつあった。
そんな中、東海道本線の全線直流電化が完成したため、ダイヤ改正を行うことになった。
国鉄では慣例的に切りの良い日付（1日、10日、15日など）にダイヤ改正を行っており、当初は11月20日に改正予定であった。しかし、東京鉄道管理局で運転部長を務めていた明石孝（のち常務理事を経て近畿日本ツーリスト社長）が、国電では平日ダイヤと休日ダイヤに分かれており、下記の通り山手線と京浜東北線の分離運転が行われることになったことから、月曜から新ダイヤにするよう本社に意見したところそれが通り、1日早めて月曜日の11月19日に改正されることになった。
また、11月19日は東海道線全線電化という節目であることから、1964年に鉄道電化協会によって「鉄道電化の日」に制定された。

## 改正の内容

### 東海道優等列車の速度向上
東海道本線の全線電化の完成は、同線の列車の牽引機関車が蒸気機関車から全面的に電気機関車に移行することを意味し、電気機関車はこのころまでには蒸気機関車より性能のよいものが多くなっていたこと、また途中駅での機関車の付け替えがなくなったことなどから、同線の列車の大幅なスピードアップに直結することになった。
結果、例えば東海道特急列車の「つばめ」・「はと」で東京 - 大阪間の所要時間が30分短縮され、7時間30分運転となったが、これは1934年（昭和9年）12月1日の丹那トンネル開通以来22年ぶりの短縮であった。また電化に合わせ、「つばめ」・「はと」の車両はそれまでのこげ茶塗装から淡緑色の俗に言う「青大将塗装」に改められている。

### 九州特急の復活
戦時中の1944年（昭和19年）4月1日に「富士」が廃止されて以降、1953年（昭和28年）3月15日のダイヤ改正で「かもめ」が京都 - 博多間に設定されていたが、東京と九州の間を結ぶ特急列車は時間帯の都合から寝台車を主体とした編成にせざるを得ないということで、三等寝台車がまだ復活していなかったこともあって設定が見送られていた。
そして、三等寝台車がこの年3月に復活したことからこのダイヤ改正に合わせて東京からの九州特急を復活させることが決まり、「あさかぜ」の名前で東京 - 博多間に登場した。関門鉄道トンネル開通直後の戦前最速時代である1942年（昭和17年）11月15日改正当時の「富士」が東京 - 博多間を20時間3分で結んでいたのに対し、この「あさかぜ」は17時間25分と、東海道本線の電化と山陽本線の改良効果を最大限に享受した所要時間になった。
また、この「あさかぜ」は関東地方と九州地方の速達連絡を主題にして設定されたため、それまでならば利用しやすい時間に通過していた関西地方を上下とも深夜（2時 - 3時）に通過させる時刻設定にした。これは当然ながら同地区からの反発を招いたが、同列車推進派の中には「大阪が反対するなら大阪駅は通過させず、同駅の北を通過する北方貨物線を通す」という強硬論もあったといわれる。これについては、「あさかぜ」と同時に関西から九州へ向かう夜行急行列車「天草」・「玄海」を誕生させるということで決着付けている。
車両は当初寄せ集めの旧形客車が使われたが、1958年（昭和33年）10月にはブルートレインと呼ばれる新型の20系客車に置き換えられた。

### 山手線と京浜東北線の分離
改正前は田端-田町間では山手線と京浜東北線は線路を共用しラッシュ時には1分50秒間隔の限界に近い運転を行っていたが、輸送力増強の為同区間は複々線化され分離運転となった。

### その他線区
この改正では東海道電化とは直接関係のない路線でも、若干の改正が行われた。新設された列車としては、上野 - 新潟間を結ぶ「佐渡」、上野 - 青森間を結ぶ「おいらせ」などがあげられる。